# Camelocerambyx stigmaticus
Camelocerambyx stigmaticus är en skalbaggsart som beskrevs av Holzschuh 2003. Camelocerambyx stigmaticus ingår i släktet Camelocerambyx och familjen långhorningar. Inga underarter finns listade.